# 드라이버 (드라마)
《드라이버》는 2022년 2월 2일부터 방송된 MBN 드라마다.

## 기획의도
정리해고를 당한 전직 보험회사 과장 태준이 제2의 인생을 만들어가는 공감 드라마

## 제작진

### 연출
- 김승우

### 극본
- 이지언

## 등장 인물

### 주요 인물
- 안재욱 : 하태준 역 (40대, 남) - 전직 보험회사 재무팀 과장.

어느 날 불어닥친 회사 구조조정 과정에서 살아남지 못한다. 생계를 위해 시작한 대리운전에 점점 익숙해질수록 세상에 대한 이질감이 찾아오고, 그의 삶은 하루하루가 절망이자 고통이다.
- 이태란 : 미선 역 (30대, 여) - 태준의 아내.

태준의 실직 전에는 넉넉하진 않아도 고생이라는 것을 잘 모르고 산 전업주부. 그러나 남편의 실직 후에는 줄어가는 생활비, 위태로운 유치원비 등 일상이 뒤집어졌다. 점점 약해지는 남편의 모습에 마음이 쓰이지만 그렇다고 현실을 보지 않을 수도 없다.
- 안길강 : 김호철 역 (50대, 남) - 대리운전 기사.

콜만 봐도 어떤 손님인지 판단 가능한 10년 차의 베테랑이자 과욕이나 나태는 절대 부리지 않는 모범 기사. 인성 또한 훌륭하여 태준에게 조언과 위로를 아끼지 않는다.
- 이근희 : 엄상태 역 (50대, 남) - 대리운전 기사.

대리 기사들의 친형 같은 존재이자, 사기 피해액은 끝까지 받아내는 굳은 심지의 사나이. 태준에게 큰일을 도모하자며 손을 내민다.

## 시청률
최저 시청률과 최고 시청률은 시청률 조사회사와 지역별로 시청률에 차이가 있을 수 있습니다.
| 2022년 | 2022년  | 2022년         | 2022년       | 2022년 |
| 회차   | 방송일  | AGB 시청률     | AGB 시청률   |        |
| 회차   | 방송일  | 대한민국(전국) | 수도권(서울) |        |
| ------ | ------- | -------------- | ------------ | ------ |
| 제1회  | 2월 2일 | 1.310%         | %            |        |
| 제2회  | 2월 2일 | 1.269%         | %            |        |

## 같이 보기
- 대한민국의 텔레비전 드라마 목록 (ㄷ)
- 2022년 대한민국의 텔레비전 드라마 목록